# Клод Лоррен
Клод Лоррен  (фр. Claude Lorrain; справжнє прізвище Желлє, 1600 — 23 листопада 1682, Рим) — художник XVII століття, лотарингець за походженням. Видатний представник пейзажного живопису доби бароко. Робив офорти.

## Лотарингія
Лотарингія (Lorrain) була в XVII столітті незалежним князівством. Від назви князівства і походить прізвисько художника, що був лотарингцем за походженням. Лотарингія втратить свою державність в XVIII столітті і буде зарахована до складу Франції як провінція.

## Ранішні роки

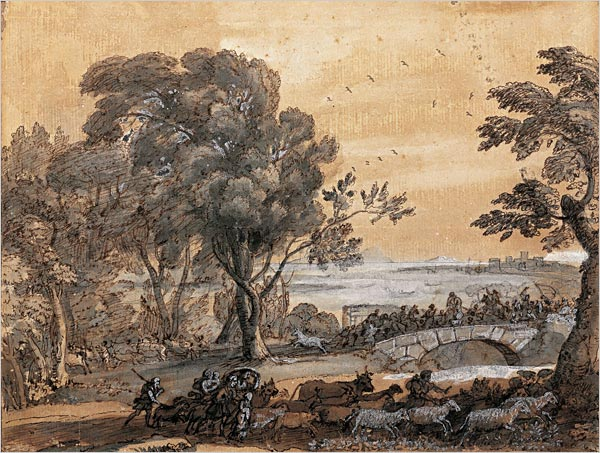
Малюнок Клода Лоррена з отарою і селянами. 1655 р.

Народився в селянській родині і рано став сиротою. Серед родичів хлопця — гравер (старший брат). Ймовірно, він і дав початкові навички майбутньому художнику. В підлітковому віці він дістався Риму, аби навчитися художньому ремеслу. Не знаючи італійської мови, найнявся слугою в оселю художника-пейзажиста Агостіно Тассі (1578 — 1644). Тассі деякий час співпрацював з відомим римським майстром Ораціо Джентілєскі. Але на художню манеру Лоррена живопис караваджистів не вплинув. Вплив був на життєпис і події у біографії. Однак, у Неаполі працювала дочка Ораціо — Артемізія Джентілєскі, куди незабаром перебрався і Лоррен.
В 1617–1621 роках Лоррен мешкав в Неаполі, де працював в майстерні художника Готфріда Вальса, німця за походженням. Повернувся в Рим і в 1622–1625 роках працював помічником в майстерні Агостіно Тассі. Два роки прожив в столиці Лотарингії місті Нансі, де працював помічником у придворного живописця Клода Дерюе. Але Нансі після Риму не привабив молодого художника. Він повернувся в Рим, де пройшли всі роки життя і творчості художника.

## Офорти Клода Лоррена
Лоррен один з майстрів офорту XVII століття. Ще в Лотарингії в Нансі він зустрівся з Жаком Калло, відомим майстром офорту. Повернувшись в Рим, Лоррен познайомився з Йоахимом Зандрартом. Йоахим Зандрарт сам займався офортом і зробив у цій техніці портрет молодого Лоррена, що став єдиним прижиттєвим портретом художника. Техніку створення офортів Лоррен опанував під керівництвом Зандрарта і створив їх близько 40-ка.
Цікавими були і малюнки Лоррена. Різні за якостями, від швидких замальовок до добре пропрацьованих творів, вони були предметами колекціонування.

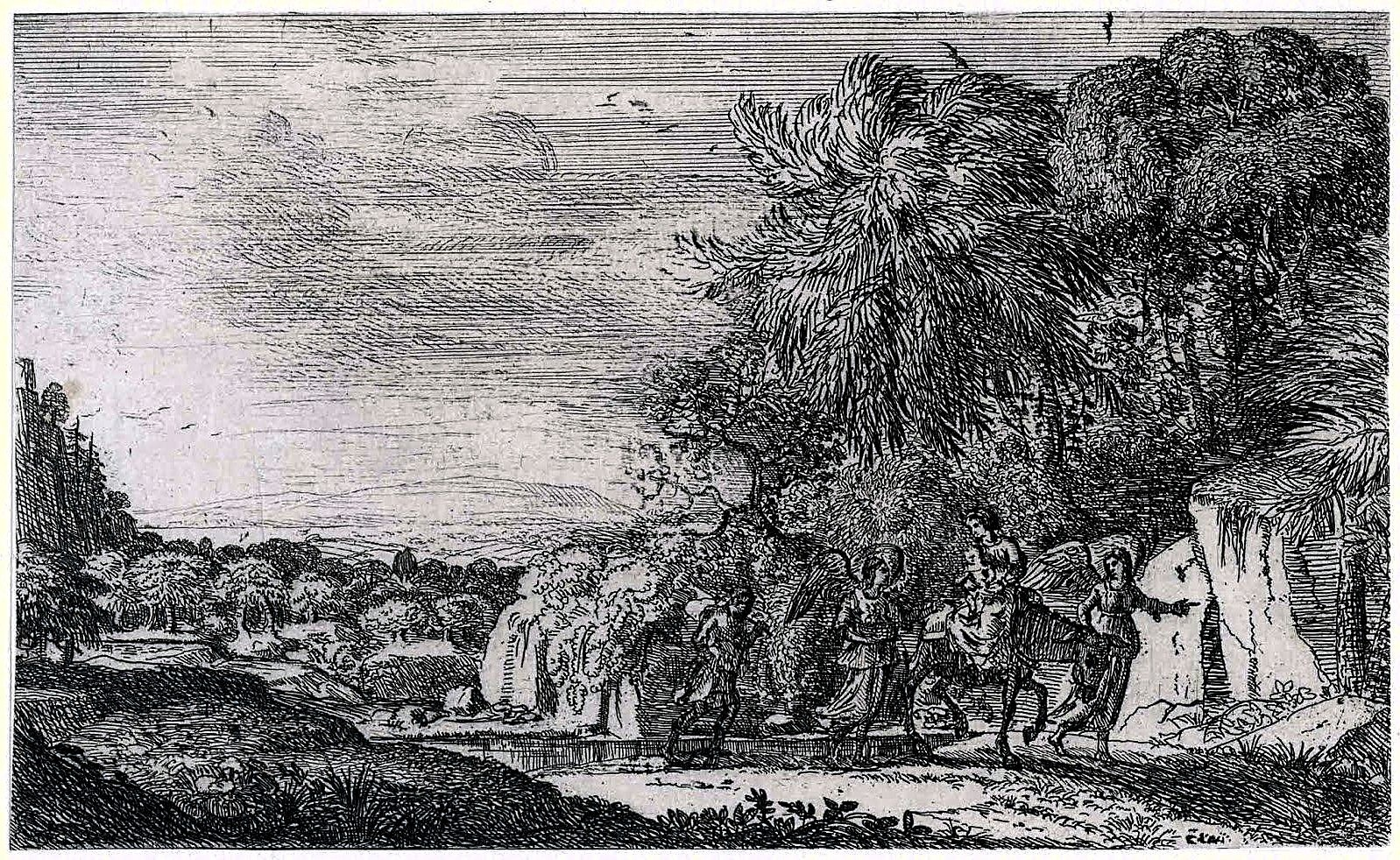
«Втеча до Єгипту», офорт, бл.  1630–1633 рр.
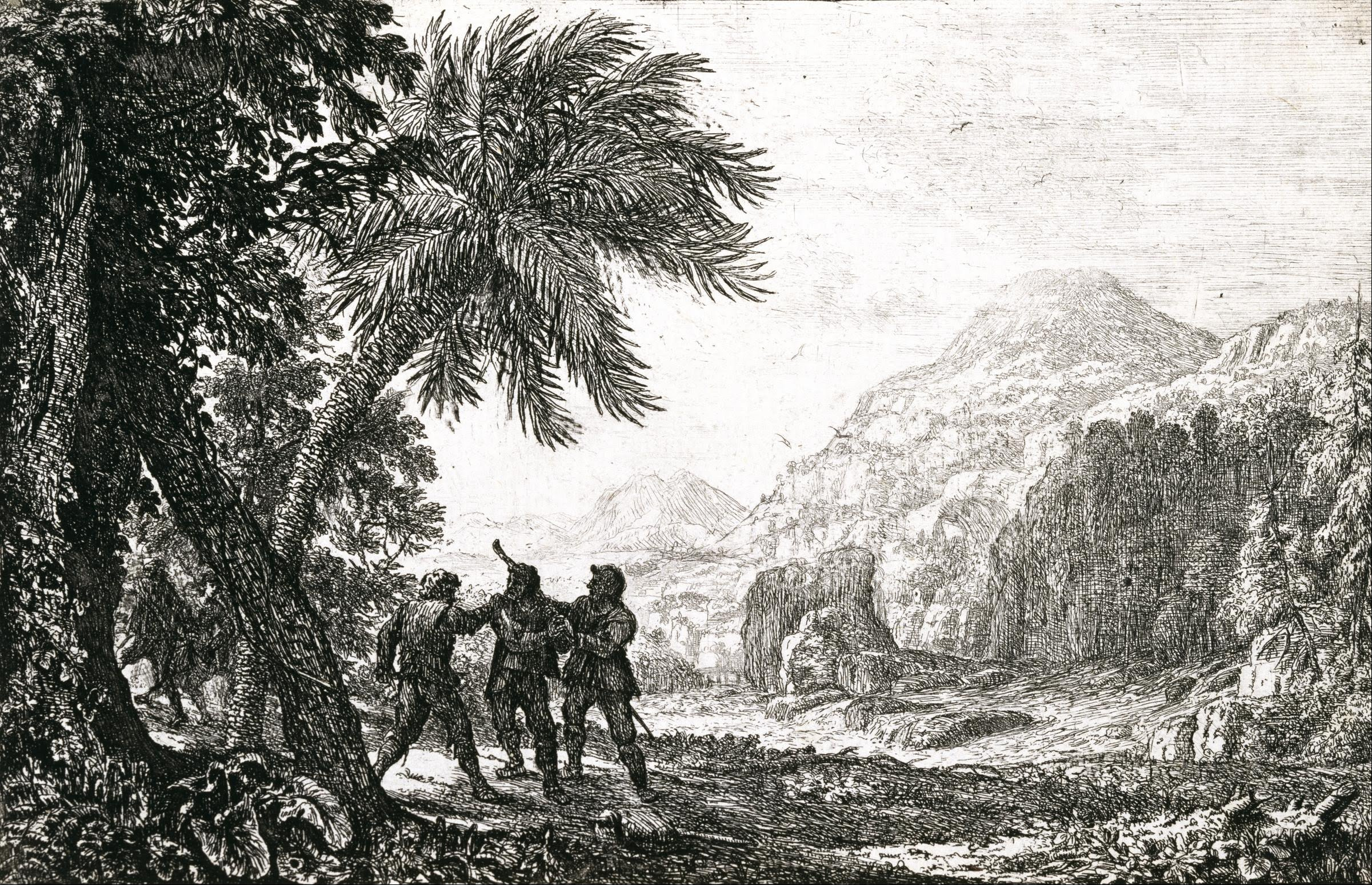
«Пейзаж з грабіжниками», офорт, 1633 р.
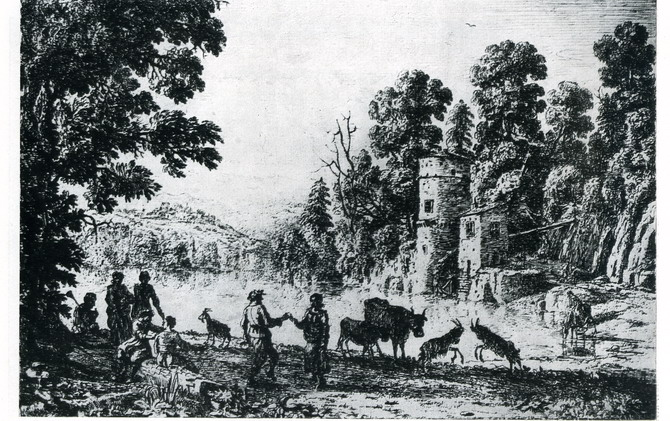
«Танок на березі річки», офорт, бл. 1635 р., Ермітаж
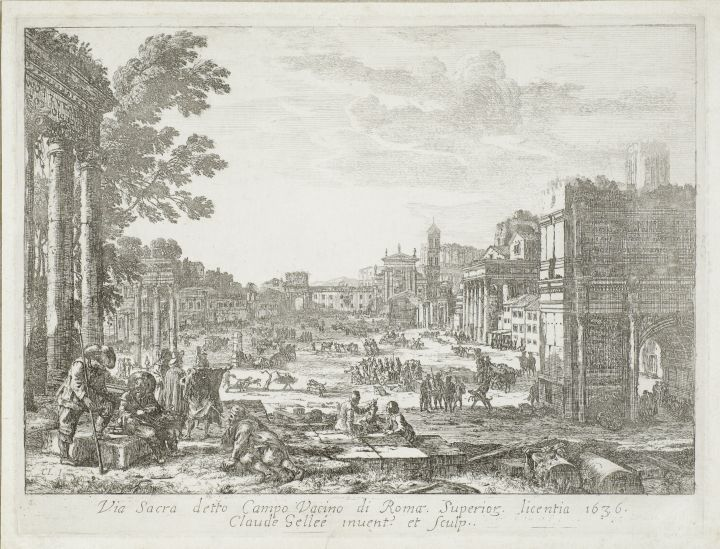
« Campo Vaccino (Forum Romanum)», офорт, 1636 р.
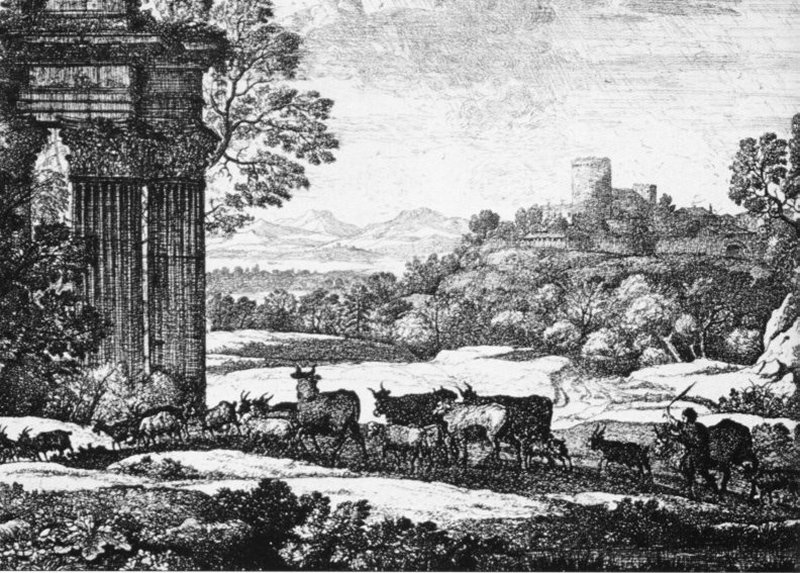
«Повернення стада», офорт, 1650 р.

## Родина в Італії
Він так і не одружився в Римі. Відомо, що його коханка народила від нього дочку в 1653 році. Художник мав визнання в Римі, де оселився біля площі Іспанії. Приятелював з Ніколо Пуссеном, французом за походженням,
що теж перебрався в Рим на постійне проживання. Дочка Лоррена, Агнесс, отримала по заповіту майно батька, де були також клавесин, верстат для друку офортів.

## Відсутність освіти і вельможні замовники
Відсутність освіти спонукала художника обмежуватись створенням тільки пейзажів. На ранніх картинах художника навіть фігурки людей малювали його приятелі — художники Я.Міль, Ф.Аллєгрі, Ф. Лаурі, Н. Колонбель. Стаффаж був потрібен для оживлення пустельних пейзажів і формального зв'язку з розповсюдженими сюжетами доби бароко в Італії (Аполлон і музи, Христос на шляху в Еммаус, Викрадення Європи, Парнас тощо).
На відміну від героїчних пейзажів Пуссена пейзажі Клода були більш ліричними, просякнутими різними настроями. Для католицького короля Іспанії Лоррен виконав пейзажі з усамітненими ченцями (Прадо, Мадрид). Найчастіше він малював берега річок чи затоки, сходи сонця на узбережжі, краєвиди в різному освітленні. Серія картин (Ранок, День, Вечір, Ніч) вважалась в числі найкращих.
Серед вельможних замовників художника були посол короля Франції при папському дворі, папа римський Урбан VIII, кардинал Бентівольо, князь Колонна.

## Визнання
Лоррен з тих художників, що мали визнання при житті. Ще у 1634 році він став членом римської Академії Св. Луки, що дало право на фахове заняття живописом. В 1650 році йому навіть запропонували посаду директора Академії. Але волелюбний Клод Лоррен відмовився.
Картини Лоррена мали великий попит в Англії 18 століття, де прикрашали зали багатьох маєтків знаті. В період виникнення пейзажного парку як типу в садово-парковому мистецтві, картини Лоррена слугували взірцем, по якому визначали красу подібних парків.

## Пейзаж Клода Лоррена
Як вже зазначалось, головну роль у мистецтві Лоррена займали пейзажі. Поскільки під час епох бароко і класицизму для мистецьких жанрів існувала жорстка ієрархія (так, історичний і портретний живописи відносились до найшанованіших жанрів, у той час як пасторальний, пейзажний, анімалістичний і натюрмортний вважалися «низькими»), визнані художники Західної та Південної Європи рідко спеціалізувалися на менш престижних з них. Це пояснює те, чому, незважаючи на безперечну головну роль природи на працях Клода Лоррена, на них завжди можна побачити фігури людей, яких в переважній більшості випадків малював не сам митець, а його друзі-художники. Героями його картин ставали або міфологічні чи біблійні герої («Психея біля палацу Амура», «Меркурій, що краде биків Аполлона», «Прибуття цариці Савської» та інші»), або персонажі жанрового живопису(«Пейзаж з торгівцями», «Порт під час заходу сонця» тощо) або історичні особистості («Облога Ла-Рошелі Людовіком XIII», «Прибуття Клеопатри» і т. д.), але їх незначні для картини розміри і композиційне розташування не дозволяють віднести праці Клода Лоррена до історичного або жанрового живопису. Проте варто додати, що сюжети, не дивлячись на їх другорядність, тісно пов‘язані з оточенням, у яке вони поміщені, і обирались для підсиленні того чи іншого настрою чи атмосфери. Як приклад, можна узяти картину «Прибуття Енея в Італію». На ній художник зображує фігури, яскраво опроміненні світанковим сонцем. Сюжет помітно перегукується з відтвореним ледь займаючимся ранком, адже зображує зародження Римської імперії.
Праці Клода Лоррена багато в чому близькі до творчості імпресіоністів: так, митець багато писав з натури. Про це пише, зокрема, німецький художник Йоахим фон Зандрарт, що мав значний вплив на Лоррена в ранній період його творчості. Так, Зандрарт зазначає, що саме наслідуючи його Лоррен спочатку почав малювати, а згодом і писати маслом з натури. Ще однією рисою, яка ріднить творчість Лоррена з імпресіонізмом, є увага, яку митець приділяв у своїх працях світлу й загальній атмосфері. Перше виступало в його роботах чине найголовнішим єднальним елементом, пронзаючи усю їх композицію. Зазвичай Лоррен розміщував джерело освітлення позаду пейзажу, надаючи його елементам певної напівпрозорості й легкості. Сонце також найчастіше є композиційним центром полотен, адже митець у великій кількості випадків розміщує його в точці перетину перспективних ліній, що створювало особливу світлову «пульсацію». Лоррен також став одним з перших художників, який почав детально досліджувати зміни, які вносить в пейзаж світло різних частин доби: це, зокрема, можна побачити у його знаменитій серії картин «Чотири частини доби».

На відміну від північних митців, на своїх пейзажах Клод Лоррен, незважаючи на надання ним значної важливості малюванню з натури, зображує не реальний світ, а ідеалізовану картину «золотого віку» — концепту популярного в період класицизму. Природа на них завжди прекрасна і гармонійна, величні будівлі яскраво свідчать про любов і захоплення, пов‘язані з античністю. Майстерна робота зі світлом надає картинам легкість і невагомість. Загальний настрій робіт — ліричний, дещо сповнений ностальгією, позбавлений епічності праць Пуссена.  Їх манеру написання картин часто порівнюють, поскільки обидва діяча є найвидатнішими пейзажистами свого часу, в один час   жили в Римі й товарищували. Так, наприклад, порівнює їх стилі історик мистецтв Ентоні Блант:
«У Клода листя дерев рухається, а світло змінюється за секунду; у Пуссена листя має непорушність каменю, а світло — твердість полудня. Клод надає своїм будівлям щось на кштал ілюзорної якості дерев: Пуссен робить свої дерева такими ж статичними і твердими як храми. У цей шлях Пуссен, в істино класичній традиції, прагне досягнення постійності й незмінності навіть у мінливій природі; Клод вхоплює мінливий ефект спливаючої миті».

## Галерея

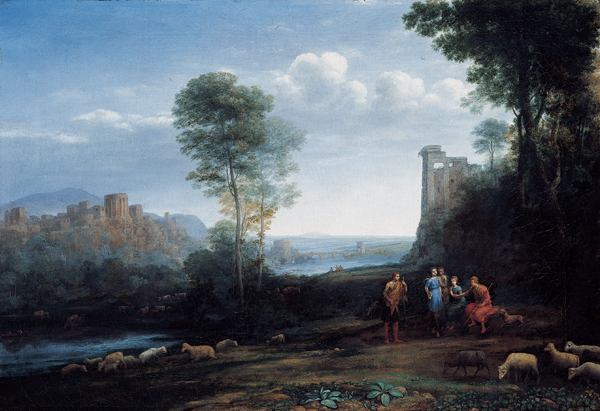
Пастораль. Музей мистецтв Кімбелла
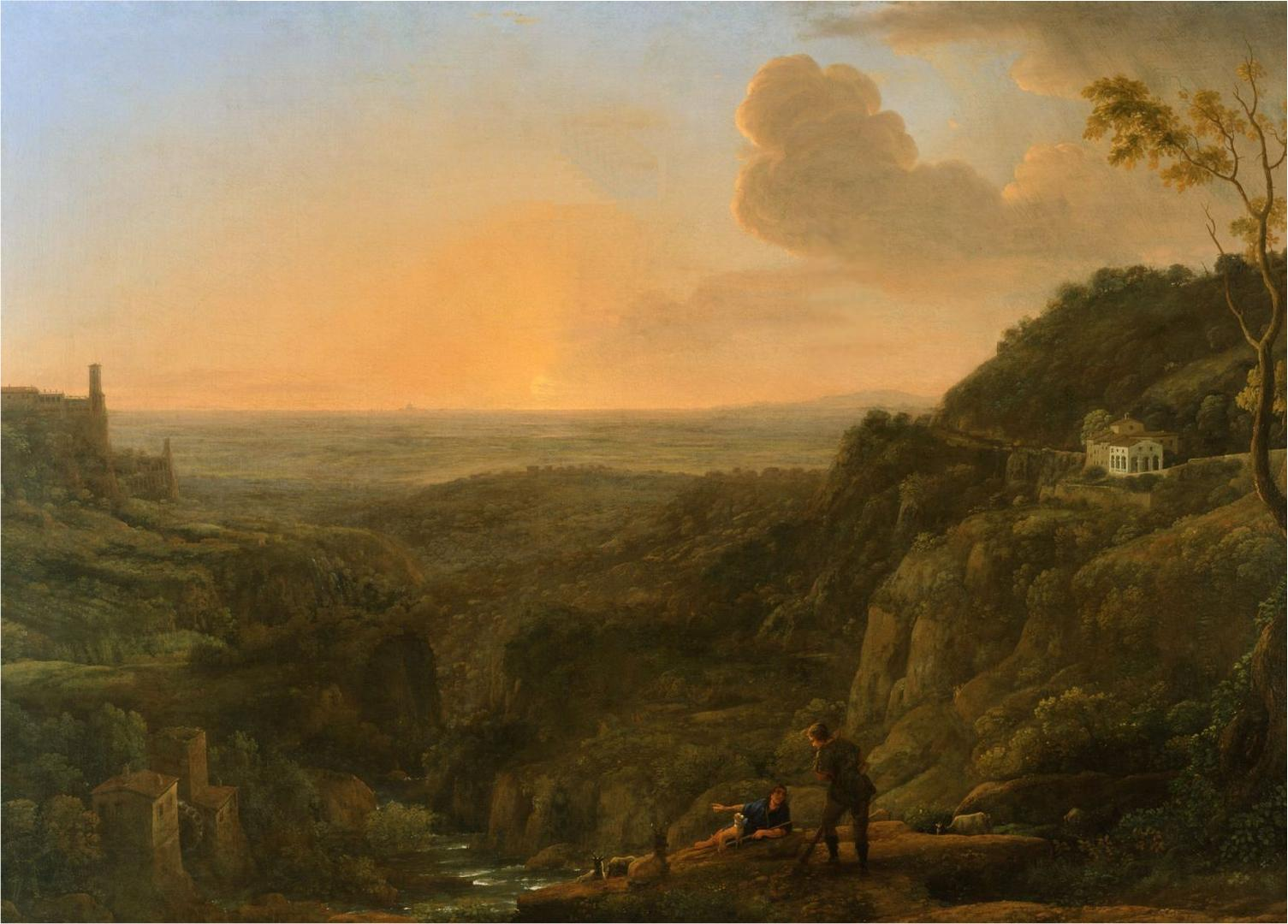
Краєвид в Тіволі
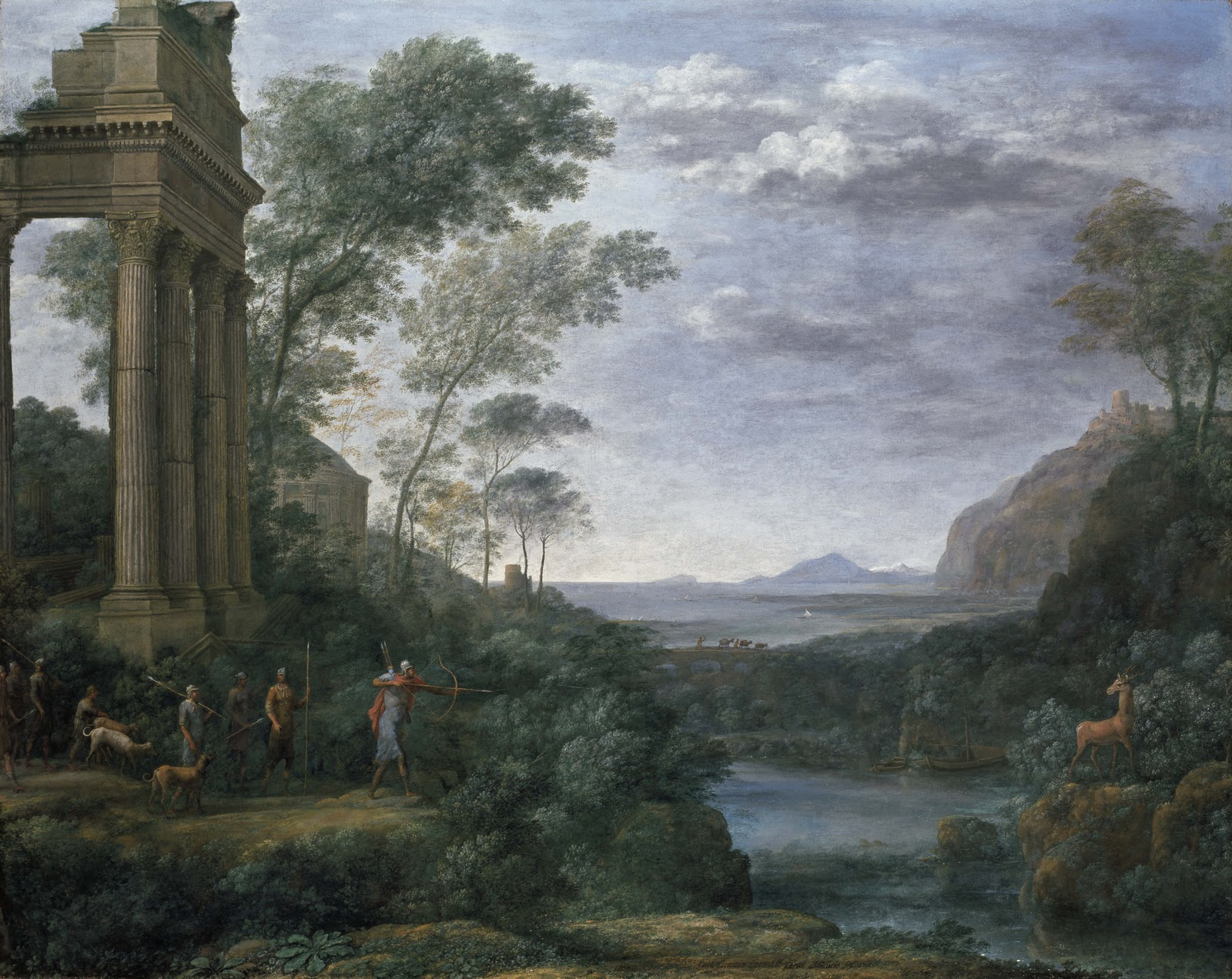
Полювання Асканіо, Музей Ашмола
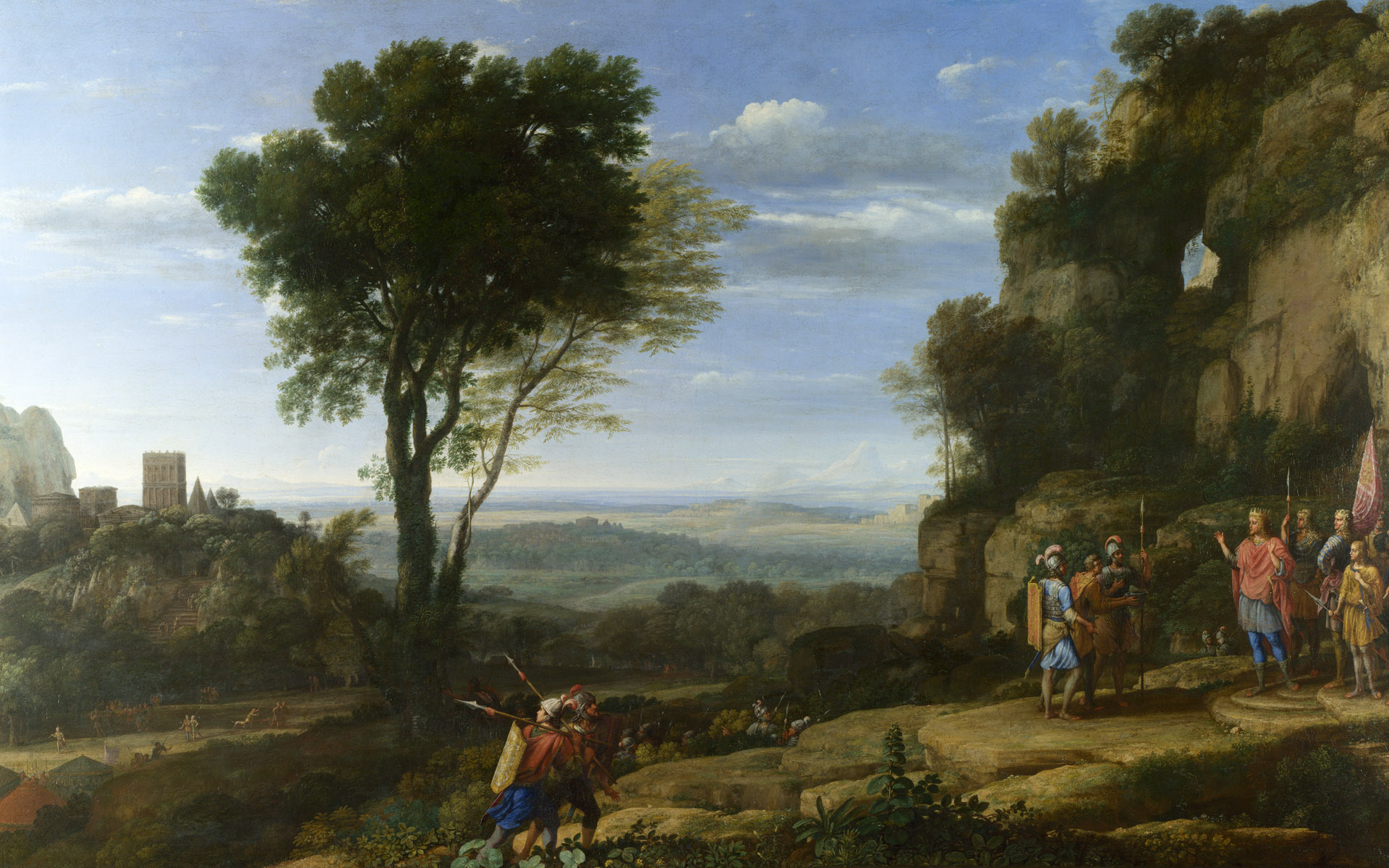
Пейзаж з царем Давидом. Лондонська Національна галерея
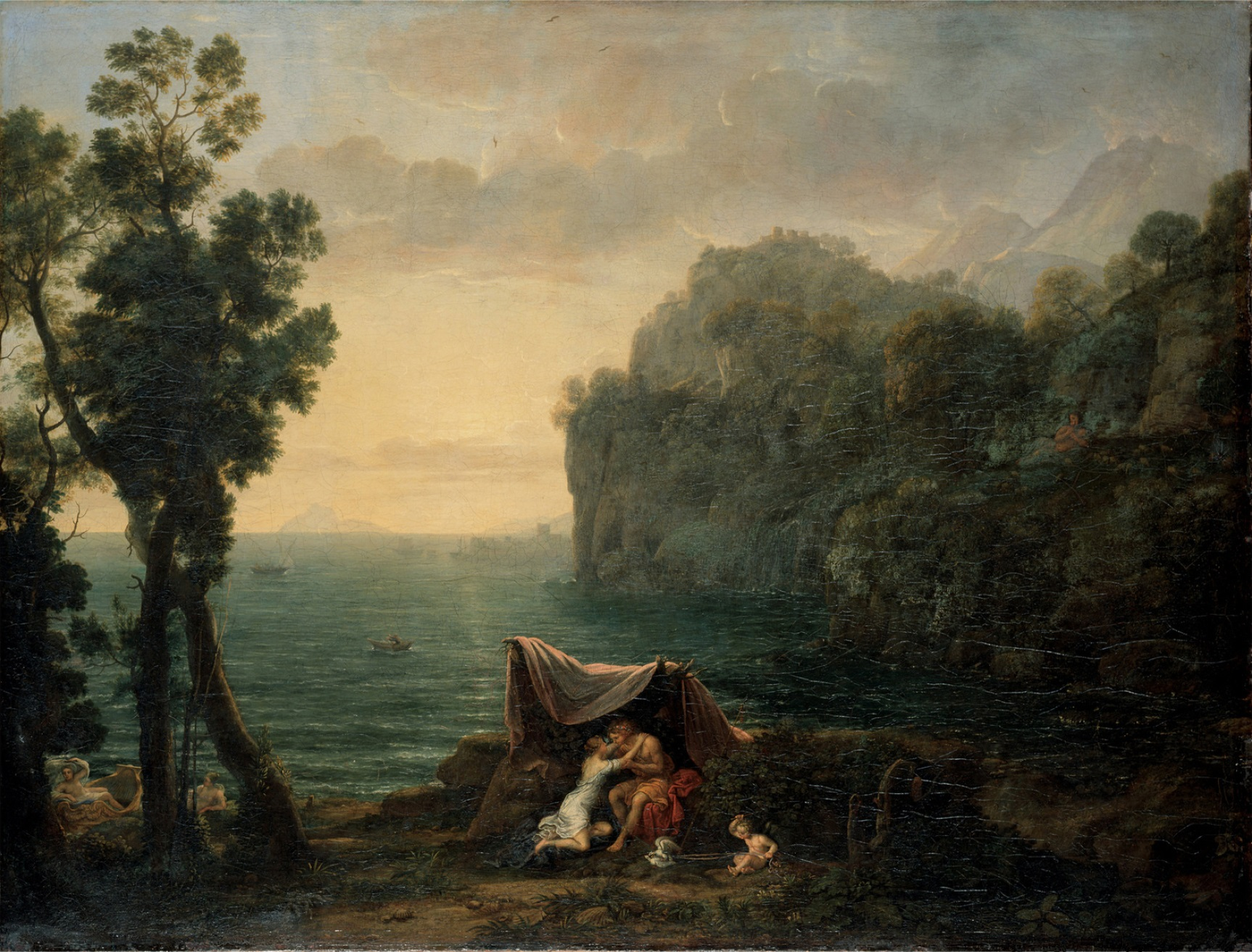
Закохані Ацис і Галатея. Дрезденська картинна галерея
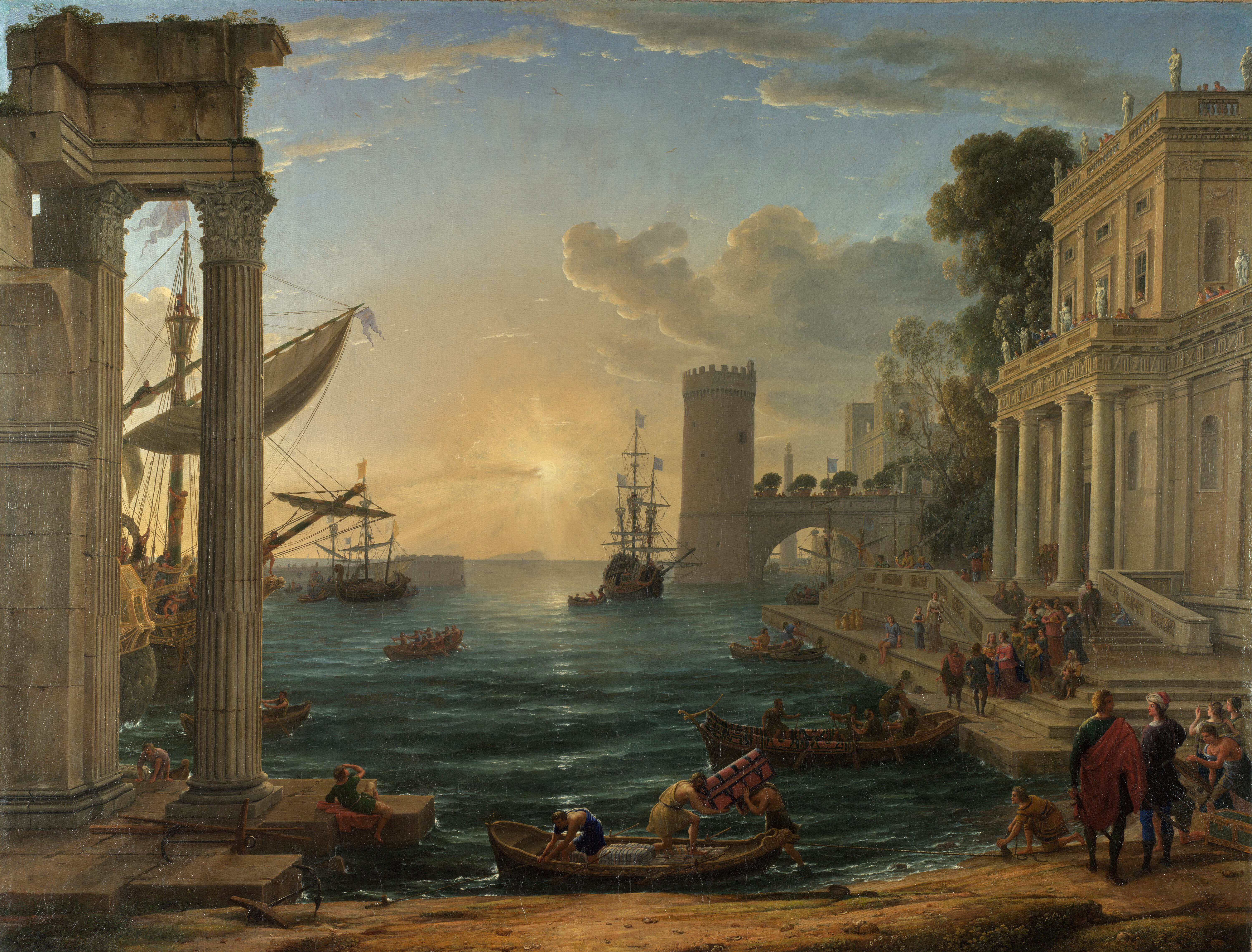
Відплиття цариці Савської. Лондонська Національна галерея